# 알레샨드리 파투
알레샨드리 호드리기스 다 시우바(포르투갈어: Alexandre Rodrigues da Silva, 1989년 9월 2일 ~ )는 브라질의 파투 브랑쿠에서 태어난 축구 선수로, 알레샨드리 파투(포르투갈어: Alexandre Pato)로 더 알려져있다('파투'는 포르투갈어로 오리를 뜻한다). 그는 현재 상파울루에서 활약하고 있다. 포지션은 스트라이커이다. 2009년 7월 7일 브라질 리우데자네이루 성 프란시스코 데 파올로 성당에서 2살 연상의 배우 스테파니 브리투(Sthefany Brito)와 결혼식을 올렸으나, 이혼했다.

## 클럽 경력

### 인테르나시오날
2001년 인테르나시오날의 유소년 팀에 합류한 파투는 날이 갈수록 발전하였다. 그를 빼앗길까 두려웠던 인테르나시오날이 파투에게 두건을 씌우고 훈련시켰다는 것은 유명한 일화이다.
그의 톱팀 데뷰는 6년뒤인 2007년에 이루어졌다. 그의 첫 경기는 2006년 11월 26일에 있었던 파우메이라스와의 경기. 이 경기에서 선발출장한 파투는 경기가 시작한지 94초만에 자신의 데뷔골을 넣어버렸다. 그 골을 포함하여 3개의 어시스트를 기록하며 화려한 신고식을 가졌다. 데뷔전에서 보여준 놀라운 활약으로 그는 많은 스포트라이트를 받았고 바르셀로나의 호나우지뉴와 비교되기도 하였다.
그의 국제대회 첫 골은 FIFA에서 주관한 2006 클럽 월드컵 알아흘리와의 준결승에서 나왔다. 골을 넣은 파투는 후반전에 다리에 경련을 느껴서 교체 아웃되었고 그와 교체된 선수가 한 골을 추가하여 2-1로 승리하였다. 유럽 챔피언 자격으로 대회에 참가한 바르셀로나와의 경기에서도 교체 출장하여 푸욜을 드리블로 현혹시키는 등 인상적인 활약을 보여주었다.

### AC 밀란
SC 인테르나시오나우에서 활약을 바탕으로 2007년 8월 2일 2,200만 유로의 이적료를 소속팀에 안겨주며 유럽 챔피언스리그 우승 팀 AC 밀란으로 이적하였다.
이탈리아 축구의 18세 미만 출전불가 규정때문에 이탈리아의 이적 시장이 다시 열리는 2008년 1월 3일까지 밀란의 공식경기에 출전할 수 없었지만, AC 밀란은 2007년 9월 3일, 그의 18번째 생일이 하루 지난 날, 친선경기의 명단에 포함시키고, 트레이닝을 같이 시작했다. 2007년 8월 7일, 2-2로 끝난 디나모 키예프와의 경기에서 헤딩골을 기록했다. 2008년 1월 4일, 파투는 AC밀란에 공식으로 합류했다.
파투는 그의 세리에 A 데뷔전인 2008년 1월 13일, AC 밀란 - SSC 나폴리에서 데뷔골을 기록했다. 그 경기는 호나우두 카카 파투가 함께 뛴 경기로, 더욱 유명해졌다. 경기는 5-2로 끝났다.
최근 부진을 겪고있지만 UEFA 챔피언스 리그에서 갈락티코 2기 멤버들을 이끄는 레알 마드리드와의 경기에서 2골을 넣어 3-2라는 스코어로 경기를 성공적으로 이끔으로 AC 밀란의 사기를 높이는데 큰 공헌을 하였다.
그리고 UEFA 챔피언스리그 2011-12 FC 바르셀로나를 상대로 24초 만에 골을 기록하면서 챔피언스리그 역사상 5번째로 빠른 골을 기록하였다.

### 코린치안스
2013년 코린치안스로 이적했다. 부상을 완치하고 본인 스스로 컨디션 회복에 성공했다고 밝혔지만, 활약은 매우 저조했다. 홈팬들은 그에게 야유를 퍼부었고, 이후 팀 역사상 최악의 영입 1위로 선정되었다.

#### 상파울루 임대
2014~2016까지 좋은 활약을 펼쳐 여러 유럽 팀들의 관심을 받았고 2016년 1월 30일 첼시로의 임대 이적이 확정되었다.

#### 첼시 임대
2016년 1월 30일 첼시로의 임대 이적이 확정되었다. 임대 이적 후에도 훈련에만 참가할 뿐 출장하지 못했으나 2016년 4월 2일 프리미어리그 32라운드 애스턴 빌라 전에서 전반 23분 로익 레미와 교체되어 출전하였고 전반 추가시간 팀의 추가골을 넣어 4:0 승리에 기여하였다.

## 국제경기 경력
파투는 브라질이 우승한 파라과이에서 열린 2007년 CONMEBOL 청소년 축구 선수권 대회와 캐나다에서 열린 2007년 FIFA U-20 월드컵에 참가했다. 그리고 브라질 국가대표 감독 둥가에 의해 베이징 올림픽에 대표선수로 발탁되었다.
그러나 파투보다는 니우마르를 높게 평가한 둥가감독은 2010 남아공 월드컵 명단에 파투를 제외시켰다.

## 수상 경력
국제경기
- 우승
  - 레코파 수다메리카나: 2007
  - FIFA 클럽 월드컵: 2006
  - U-20 캄페오나투 브라질레이루: 2006

브라질 축구 국가대표팀
- 우승
  - 2007년 CONMEBOL 청소년 축구 선수권 대회
  - 2006년 센다이 컵

개인
- 골든 보이상: 2009
- 비도네 도로: 2012